# Violet Piercy
Violet Stewart Louisa Piercy, angleška atletinja, * 24. december 1889, Anglija, Združeno kraljestvo, † april 1972.
Ni nastopila na poletnih olimpijskih igrah. 3. oktobra 1926 je postavila prvi uradno priznani svetovni rekord v maratonu, ko se je neuradno udeležila Politehničnega maratona, njen rekord je veljal kar 37 let.
| Rekordi                     | Rekordi                                                            | Rekordi                 |
| --------------------------- | ------------------------------------------------------------------ | ----------------------- |
| Predhodnik: prva rekorderka | Svetovna rekorderka v maratonu 3. oktober 1926 – 16. december 1963 | Naslednik: Merry Lepper |